# プラズマ振動
プラズマ振動（プラズマしんどう、英: plasma oscillation）は、プラズマ中に生ずる電荷密度の波動である。ラングミュア波 (Langmuir wave)、プラズマ波 (plasma wave) とも呼ばれる。1928年にアーヴィング・ラングミュアによって発見され、その機構が解明された。

## 概要
プラズマは正の荷電をもつイオンと負の荷電をもつ電子との混合物であり、全体として電気的中性が保たれている。そこである場所の電子集団が局所的に動くとそこで電気的中性が破れて電荷密度を生じ、電子を引き戻す方向に電場を生ずる。イオンは電子より質量がはるかに大きいので、電場によって加速されるのは電子だけである。こうしてその電場により電子群が動いて、電気的中性を取り戻す。しかし、電子には慣性があるので、中性を取り戻した時点では止まらず、逆の方向に行き過ぎる。そこでまた中性が破れて電場が生じ、また電子群が引き戻される。このように電子群の往復運動、すなわち振動が起こる。これは巨視的には電荷密度の波動となる。これがプラズマ振動である。
プラズマ振動の振動数は、温度が 0、すなわち熱運動が無視できる冷たい電子集団の場合は
{\displaystyle \omega _{\mathrm {pe} }={\sqrt {\frac {n_{\mathrm {e} }e^{2}}{m_{\mathrm {e} }\varepsilon _{0}}}}}
となり、これを（電子の）プラズマ振動数（英: (electron) plasma frequency）という。ただし、ne は電子の密度、e は電子の電荷、me は電子の質量で、ε0 は 真空の誘電率であり、ne 以外は全て物理定数なので、その値を代入して ne を 1 cm3 あたりの電子数とすると
{\displaystyle \nu _{\mathrm {pe} }={\frac {\omega _{\mathrm {pe} }}{2\pi }}=8.98\times 10^{3}{\sqrt {n_{\mathrm {e} }}}\,{\mbox{Hz}}}
となる。プラズマ振動数はプラズマに固有の振動数であり、空間スケールを定めるデバイ長と並んで現象の時間スケールを定めるもっとも基本的なパラメータの一つである。

## 分散式
一般の電子集団のプラズマ振動は電子の速度分布関数 f(r, v, t) と電場 E(r, t) とを定める次の連立方程式により支配される。これが1945年にブラソフ (Anatoly Vlasov) によって導入された方程式系で、第一式はブラソフ方程式の典型であり、第二式はポアソン方程式である。
{\displaystyle {\begin{cases}{\frac {\partial f}{\partial t}}+\mathbf {v} \cdot {\frac {\partial f}{\partial \mathbf {r} }}-{\frac {e}{m}}\mathbf {E} \cdot {\frac {\partial f}{\partial \mathbf {v} }}=0\\\varepsilon _{0}\nabla \cdot \mathbf {E} =-e\left\{\int f\left(\mathbf {r} ,\mathbf {v} ,t\right)d\mathbf {v} -n_{0}\right\}\end{cases}}}
ここで 第2式の n0 はプラズマ振動がない場合の一様な電子分布の密度を表す。右辺は振動により生じた余分の電荷密度である。
有限温度の電子集団の場合はブラソフ方程式のブラソフによる扱いの結果、波数 k のプラズマ振動の固有振動数が
{\displaystyle \omega ^{2}=\omega _{\mathrm {pe} }^{2}+3k^{2}v_{\mathrm {e,th} }^{2}}
となるが（ここで ve,th = √kBTe/me は電子の熱速度）、これはまた電子だけを考えたデバイの長さ λDe を用いて
{\displaystyle \omega ^{2}=\omega _{\mathrm {pe} }^{2}\left(1+3k^{2}\lambda _{\mathrm {De} }^{2}\right)}
とも書ける。これからデバイの長さより充分長い波長のプラズマ振動では電子の熱運動の振動数への影響はごく小さいことが分かる。なお、第2項の係数3は、今は粒子間衝突が無視されて波の進行方向と他の方向との間でエネルギーのやり取りがないこと（自由度が1の断熱変化）の効果の現れであり、一般の断熱変化を仮定すればこの係数が γ（比熱比、粒子間衝突が頻繁ならば自由度が3で γ = 5/3）となることが示される。

## ランダウ減衰
上記のブラソフ方程式をラプラス変換を用いて解いたランダウの扱いによれば、長波長のプラズマ振動ではランダウ減衰と呼ばれる減衰現象があることが示される。荷電粒子の速度分布がマクスウェル分布ならばプラズマ中の縦波は必ず減衰するというもので、初めは粒子間衝突のない系での散逸現象としてその物理的起源に注目を集めたが、今では波の位相速度とほぼ同じ速度で進む電子が波の一方向の電場と長時間にわたって相互作用し、平均では加速されることによって生じた現象であることが示されている。